# Hans Waldmann (Politiker)
Hans Waldmann (* 31. Oktober 1928 in Schilda) ist ein ehemaliger Wirtschaftsfunktionär und Politiker der Sozialistischen Einheitspartei Deutschlands (SED) in der Deutschen Demokratischen Republik (DDR). Der Nationalpreisträger der DDR war von 1975 bis 1989 Abgeordneter der Volkskammer und zuletzt Generaldirektor des Braunkohlenkombinats Senftenberg.

## Leben
Nach dem Ende des Zweiten Weltkriegs trat der Landarbeiter Waldmann 1946 in die SED und 1947 in den Freien Deutschen Gewerkschaftsbund (FDGB) ein. Nach einer Berufsausbildung als Bergarbeiter studierte er von 1949 bis 1951 an der Arbeiter-und-Bauern-Fakultät und erlangte dort die Hochschulreife. Bis 1956 studierte er an der Bergakademie in Freiberg und wurde Diplom-Bergbauingenieur und Tagebauleiter im Braunkohlenbergbau Burghammer und Welzow und später Technischer Leiter im Braunkohlentagebau Spreetal. Gleichzeitig war er ab 1956 Wirtschaftssekretär der SED-Industrie-Kreisleitung Schwarze Pumpe in Hoyerswerda. 
Von 1962 bis 1966 war Waldmann Technischer Direktor der Vereinigung Volkseigener Betriebe (VVB) Braunkohle in Cottbus. Von 1963 bis 1966 war er Abgeordneter des Bezirkstags in Cottbus. 1966/67 studierte er an der Parteihochschule der KPdSU in Moskau. Ab 1974 war er Mitglied der SED-Bezirksleitung Cottbus. 1971 wurde Waldmann Nachfolgekandidat und 1975 als Nachfolger des verstorbenen Otto Winzer Abgeordneter der Volkskammer und war dort Mitglied im Ausschuss für Industrie, Bauwesen und Verkehr.
Von 1967 bis 1973 war Waldmann Direktor für Plandurchführung und stellvertretender Generaldirektor des Gaskombinats Schwarze Pumpe, 1967/68 stellvertretender Kombinatsdirektor des VEB Kombinats Schwarze Pumpe und von 1968 bis 1973 Direktor für Gewinnung, stellvertretender und zeitweise amtierender Generaldirektor und dann bis 1980 Generaldirektor der VVB Braunkohle in Senftenberg. Von 1980 bis 1989 war er Generaldirektor des aus der VVB entstandenen Braunkohlenkombinats Senftenberg. Nach der Wende und der friedlichen Revolution in der DDR ging Waldmann in den Ruhestand.

## Auszeichnungen
- 1965 Ehrentitel Verdienter Bergmann der Deutschen Demokratischen Republik
- 1970 Nationalpreis der DDR III. Klasse für Wissenschaft und Technik
- 1981 Orden Banner der Arbeit Stufe I
- 1981 Vaterländischer Verdienstorden in Bronze und später in Silber
- 1988 Ehrentitel Held der Arbeit